# Damalis spinifemurata
Damalis spinifemurata là một loài ruồi trong họ Asilidae. Damalis spinifemurata được Shi miêu tả năm 1995. Loài này phân bố ở vùng Cổ Bắc giới và châu Á.